# Steereocolea latifolia
Steereocolea latifolia là một loài rêu trong họ Balantiopsaceae. Loài này được Stephani R.M. Schust. mô tả khoa học đầu tiên năm 1968.